# Camp de travail de Brünnlitz
Le camp de travail de Brünnlitz (Arbeitslager Brünnlitz) est un camp de travaux forcés du Troisième Reich créé en automne 1944 à l'extérieur de la ville de Brněnec (Brünnlitz en allemand), devenu depuis mars 1939  " Protectorat de Bohême et de Moravie," selon la terminologie nazie,  à la suite de la fin de la Tchécoslovaquie, envahie par les Allemands le 15 mars 1939. Depuis la fin de la Tchécoslovaquie fédérale au 1 er janvier 1993, la ville se situe en république Tchèque. 
Ce camp, site d'une usine d'armement dirigée par l'industriel allemand Oskar Schindler, était un refuge pour les juifs sauvés par Schindler (Schindlerjuden). Sur le plan administratif, il s'agissait d'un camp satellite du camp de concentration de Gross-Rosen. 
Ce site est abandonné bien que des projets de le transformer en musée sont en cours.

## Structure administrative

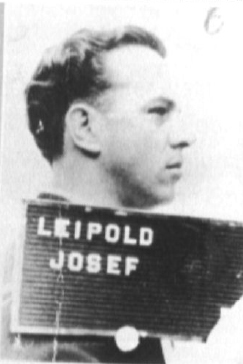
Josef Leipold

Le camp de travail de Brünnlitz était administrativement un camp satellite du système de camp de concentration de Gross-Rosen. Le camp reçut une garnison SS composée d'une centaine de gardes SS et de femmes. Le commandant du camp était le SS-Obersturmführer Josef Leipold. Dès le début, Schindler a déclaré aux SS que son usine ne fonctionnerait pas comme un camp typique : il interdit aux gardiens de punir ou de harceler les détenus du camp et interdit à tout membre des SS d'entrer dans la partie opérationnelle de l'usine.

## Histoire
Le camp de travail de Brünnlitz fut créé à l'automne 1944, après qu'Oskar Schindler apprit que son personnel, formé de plus de mille Juifs, devait être tué dans les chambres à gaz du camp d'extermination d'Auschwitz-Birkenau. Une grande partie de la main-d'œuvre de Schindler était en réalité composée de travailleurs non qualifiés, protégés sous le couvert d'un travail essentiel. Schindler savait qu'ils ne résisteraient pas à la sélection à leur arrivée à Auschwitz et seraient de fait exterminés. Utilisant sa fortune considérable accumulée grâce au marché noir, Schindler soudoya des fonctionnaires SS et nazis pour transférer toute sa main-d'œuvre de son usine Deutsche Emailwarenfabrik de Cracovie à Brünnlitz. La liste des personnes emmenées à Brünnlitz, la fameuse « liste de Schindler », fut créée en corrompant les SS qui facturaient des frais pour chaque travailleur que Schindler emmena avec lui à Brünnlitz. 
Le « camp de concentration » de Brünnlitz n'était qu'un complexe d'usine, avec une caserne attenante pour les travailleurs, et sans réelle sécurité extérieure à proprement parler. Une porte d'entrée symbolique et une clôture périphérique étaient tout ce que le camp avait pour empêcher toute fuite, mais chaque Juif du complexe était reconnaissant d'être là et espérait survivre à la guerre sous la protection de Schindler. Les SS du camp avaient peu de choses à faire, ce dont Schindler profita en leur fournissant de l'alcool et de la bonne nourriture, afin de les maintenir à l'écart de ses travailleurs. 
Entre novembre 1944 et janvier 1945, l'ancien camp de travail de Brünnlitz fut visité à plusieurs reprises par l'ancien commandant de Płaszów, Amon Göth, qui se considérait comme un ami de Schindler. Les détenus de Brünnlitz, dont beaucoup avaient souffert durement sous Göth, remarquèrent qu'il était devenu un homme physiquement changé et qu'il avait l'air faible et pathétique par rapport à son premier mandat lorsqu'il était un personnage qui inspirait la peur et la terreur. 
Oskar Schindler fit faillite afin de maintenir son usine en activité, principalement en raison de pots-de-vin versés aux SS et de l'achat d'armements dans d'autres installations. Comme son usine ne contribuerait pas à l'effort de guerre, elle risquait, dans l'esprit de Schindler, de précipiter sa fin. L'Armée rouge libéra Brünnlitz le 9 mai 1945. Quelques jours auparavant, les gardes SS avaient déserté et Schindler s'était enfui vers les lignes américaines avec l'aide de ses ouvriers juifs, après avoir reçu une lettre écrite par ses ouvriers attestant de ses activités de sauvetage. 
En octobre 2016, Jaroslav Novak (cs) et le Fonds de dotation pour le Mémorial de la Shoah et Oskar Schindler ont acheté le site où se trouvait le camp et prévoient de le convertir en musée. 

### Chronologie

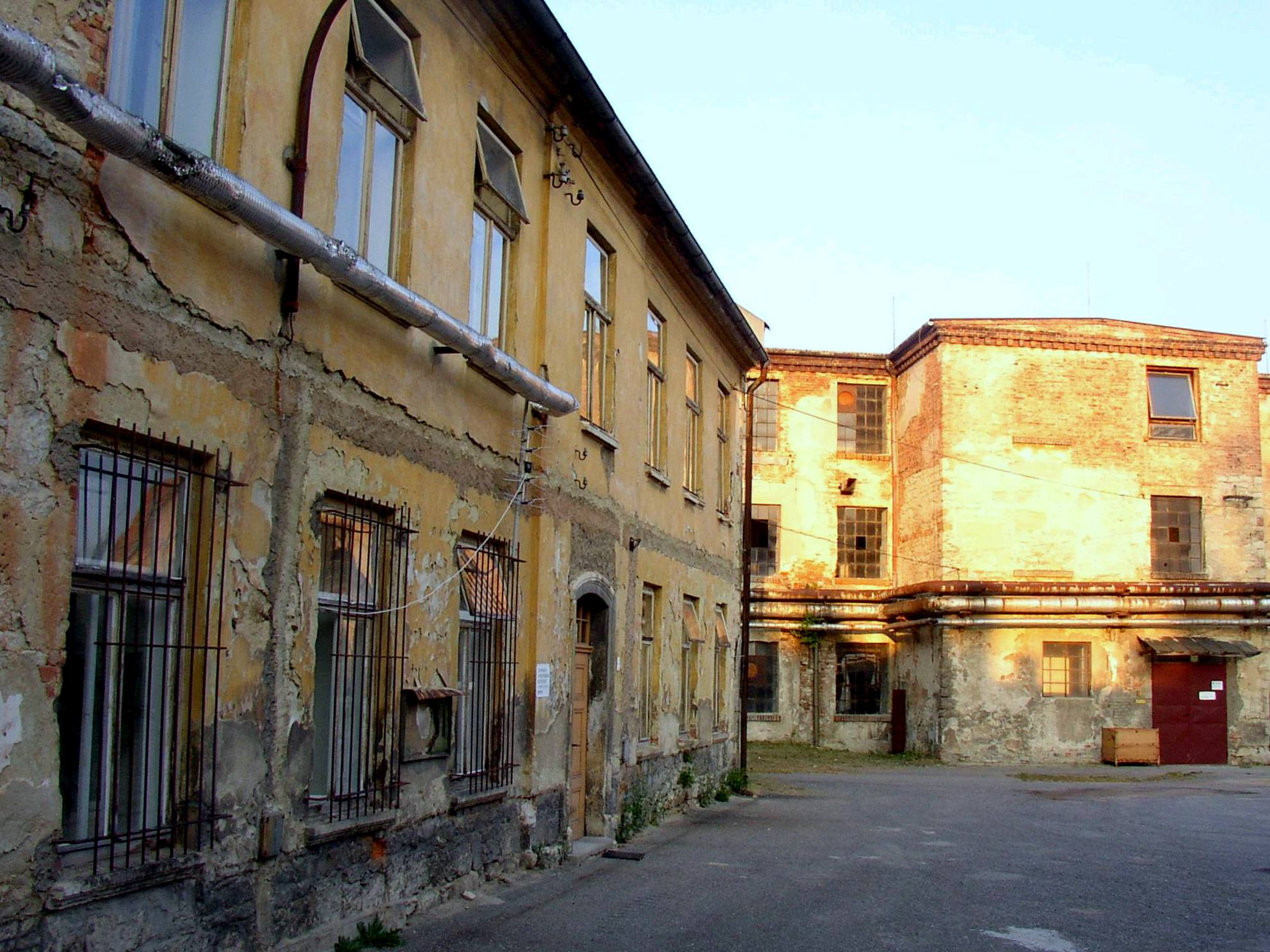
Les ruines de l'usine en 2004.

- Vers 1840 : la famille juive Low-Beer s'installe dans la région. Ils créent l'usine qui fabrique des textiles de haute qualité.
- 1938 : les Allemands occupent la Tchécoslovaquie et reprennent l'usine. La famille Low-Beer fuit à temps en Grande-Bretagne.
- 1944 : Oskar Schindler arrive avec les Juifs qu'il protège  à Brněnec et commence à travailler dans l'usine.
- Mai 1945 : les Russes libèrent Brněnec. Par la suite, le gouvernement communiste de Tchécoslovaquie nationalise l'usine.
- 1989 : Chute du communisme. L'usine est passée aux mains de particuliers. Au cours de ses dernières années, l'usine a fabriqué des housses de siège d'auto et des couvertures pour compagnies aériennes. Son dernier directeur général était František Olbert.
- 2010 : l'usine ferme et est abandonnée. Par la suite, les voleurs ont dépouillé une grande partie de son bois et de son métal.
- 2017 : le gouvernement local de Brno invite les Low-Beers à revenir dans la région. František Olbert approche Daniel Low-Beer .
- Daniel Low-Beer travaille pour l'Organisation mondiale de la santé à Genève et dirige la Fondation Ark, propriétaire de l'usine. Il est prévu de transformer l'usine abandonnée en musée appelé l'Arche de Schindler[4].